# Onisaburo Deguchi
Onisaburo Deguchi (出口 王仁三郎 Deguchi Onisaburō), sinh tại Ueda Kisaburō 上田 喜三郎 (1871–1948), được biết đến như một trong hai lãnh tụ tinh thần của phong trào tâm linh Ōmoto tại Nhật Bản.

## Tiểu sử
Onisaburo đã nghiên cứu “Suy nghiệm tâm linh” của Honda Chikaatsu (Honda Reigaku), ông cũng nghiên cứu qua thiền Nhập hồn (chinkon kishin) từ môn đồ Nagasawa Katsutate của Honda ở  Shizuoka . Ông gặp người sáng lập Omotokyo trong năm 1898 và trong năm 1899 họ thành lập Kinmeikai, về sau gọi là Kinmei Reigakkai. Trong năm 1900, Kisaburō kết hôn với con gái thứ 5 của Nao và đổi tên thành Deguchi Onisaburō. Oomoto dạy rằng linh hồn bảo hộ của Nao là Amaterasu, được mô tả như một linh hồn nam trong cơ thể phụ nữ, và linh hồn của Onisaburo là Susanowo, một linh hồn nữ trong cơ thể nam giới.
Năm 1908 ông và Deguchi Nao thành lập Dai Nihon Shūseikai nơi mà năm 1913 trở thành Taihonkyō và năm 1916 là Kōdō Ōmoto. Trong năm 1923, ông học ngôn ngữ Esperanto, một ngôn ngữ từng được dung làm ngôn ngữ quốc tê, và giới thiệu nó vào các hoạt động của Oomoto. Trong năm 1924, đội trưởng hải quân nghỉ hưu Yutaro Yano và các chiến hữu của ông trong nhóm Black Dragon Society mời Onisaburo cùng du hành tới Mông Cổ. Onisaburo dẫn đầu một nhóm đệ tử của Oomoto, bao gồm cả người sáng lập môn võ Aikido Morihei Ueshiba. Ikki Kita trước đây đã được gửi đến Trung Quốc bởi Hiệp hội Rồng Đen và vào năm 1919, ông đã đề xuất rằng Esperanto là ngôn ngữ duy nhất được sử dụng ở Đế quốc Nhật Bản .
Trong biến cố Ōmoto, ông đã bị giam giữ khoảng sáu năm rưỡi kể từ khi bị bắt vào năm 1935.
Ông như một người lãnh đạo nam quyền thân thiện, thư thái của trường phái tâm linh này và được phương Tây biết đến như một người hướng dẫn tâm linh của Morihei Ueshiba, người sáng lập ra aikido .
Là người tin tưởng vào câu châm ngôn của Oomoto rằng nhiệm vụ của nhân loại là cùng nhau tiến về phía trước, mang lại một kỷ nguyên mới cho sự tồn tại trên Trái đất, Onisaburo đã nỗ lực hết sức để thúc đẩy đức tin hỗn loạn do Nao Deguchi rao giảng. Ông đã viết Reikai Monogatari ( Những câu chuyện về Thế giới Linh hồn ), một tác phẩm gồm 81 tập kể về những chuyến du hành được cho là của ông vào các thế giới tâm linh của sự tồn tại, cũng như nhiều câu chuyện thấm đẫm thần học khác giải thích về nhiều lý tưởng tâm linh của Oomoto.
Trong suốt cuộc đời của mình, Onisaburo luôn luôn tự tin, gây nhiều phấn khích khi mặc những bộ trang phục có họa tiết sặc sỡ do chính ông thiết kế và đóng giả nhiều vị thần khác nhau, chủ yếu là Phật giáo hoặc Thần đạo . Ông cũng sẽ ăn mặc như một pháp sư, và thậm chí thường xuyên xuất hiện với những thần thánh nữ. Cách nhìn của ông về cuộc sống có xu hướng đa dạng, thậm chí đôi khi đến mức thái quá. Tại các điểm khác nhau của cuộc đời mình, ông tuyên bố là một hóa thân của Miroku Butsu ( tiếng Phạn : Di Lặc Phật ), và thường được gọi mình là một người thiết lập lại thế giới.
Giống như hầu hết các tín đồ của Oomoto, Onisaburo tin rằng những người sáng lập kami ban đầu của Nhật Bản, đã bị xua đuổi bởi kami của dòng dõi hoàng gia . Điều này đặt ông vào vị trí đối mặt với các nhà chức trách vào thời điểm đó, mặc dù ông có khả năng che giấu nó. Điều này một lần nữa phân biệt ông với Nao Deguchi, người công khai và thẳng thắn hơn trong những tuyên bố của mình. Onisaburo khá tài năng trong việc trấn an các quan chức chính phủ đồng thời lật tẩy những nỗ lực của họ mà ông cho là ghê tởm hoặc vô đạo đức.
Di sản của Onisaburo chủ yếu liên quan đến nghệ thuật, bao gồm vô số tác phẩm thư pháp và thơ ca. Ông cũng thử sức với điện ảnh, điêu khắc, làm gốm, để lại hàng nghìn món đồ mà ngày nay nhiều người đam mê cho là có giá trị lớn.